# والریا راچیلا
والریا راچیلا (انگلیسی: Valeria Răcilă؛ زادهٔ ۲ ژوئن ۱۹۵۷) قایقران روئینگ اهل رومانی بود.
وی در مسابقات کشوری و بین‌المللی در مجموع برندهٔ ۱ مدال طلا، ۲ مدال نقره، ۳ مدال برنز شده‌است.